# 448-й штурмовой авиационный полк
448-й штурмовой авиационный Нарвский Краснознамённый полк — авиационная воинская часть ВВС РККА штурмовой авиации в Великой Отечественной войне.

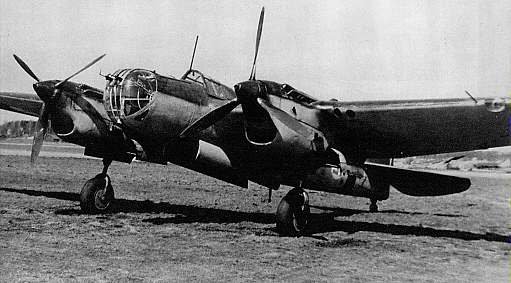
Самолёт СБ стоял на вооружении полка с 1939 года.

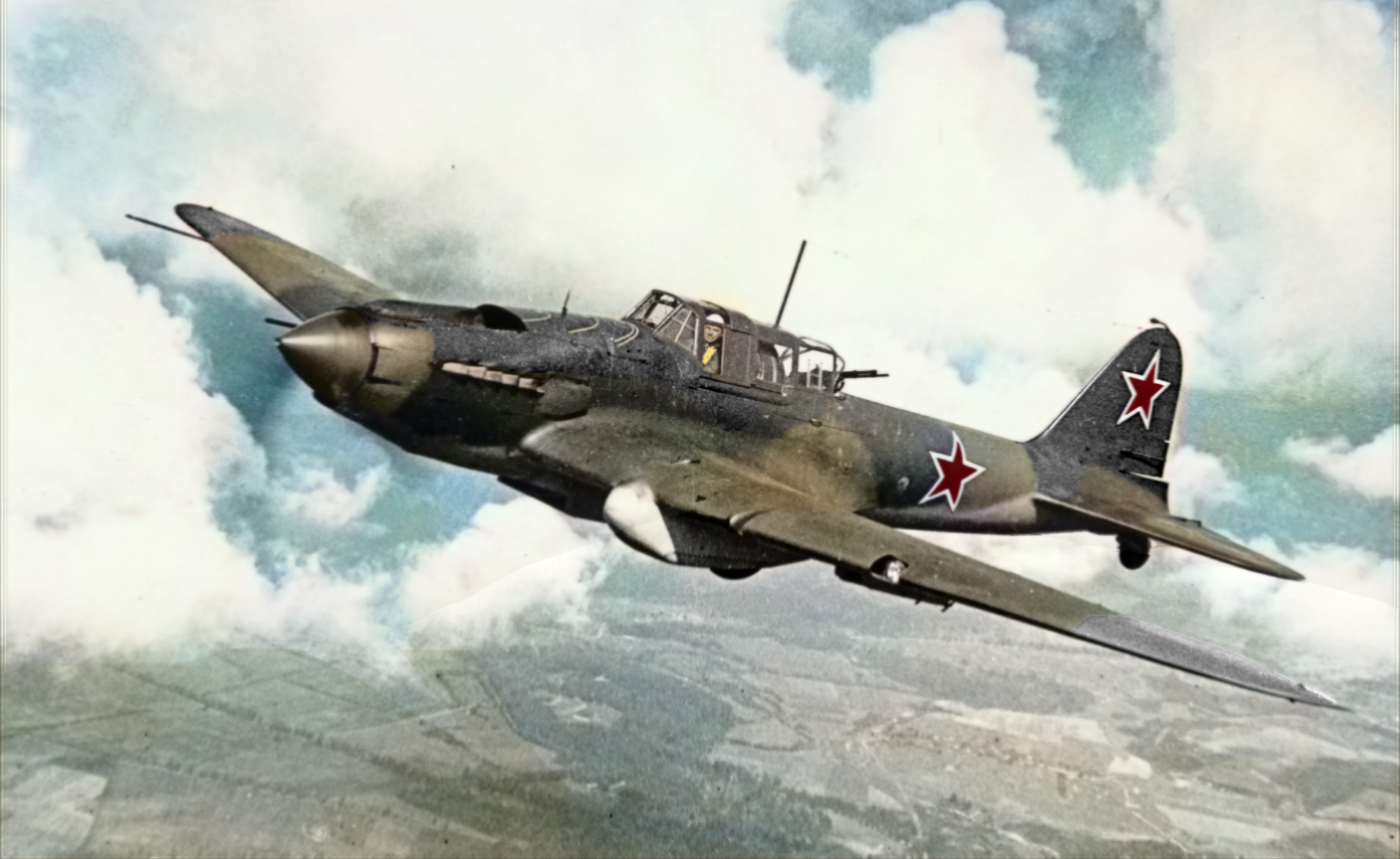
На вооружение полка самолёт Ил-2 поступил в июне 1942 года, после переформирования полка в штурмовой.

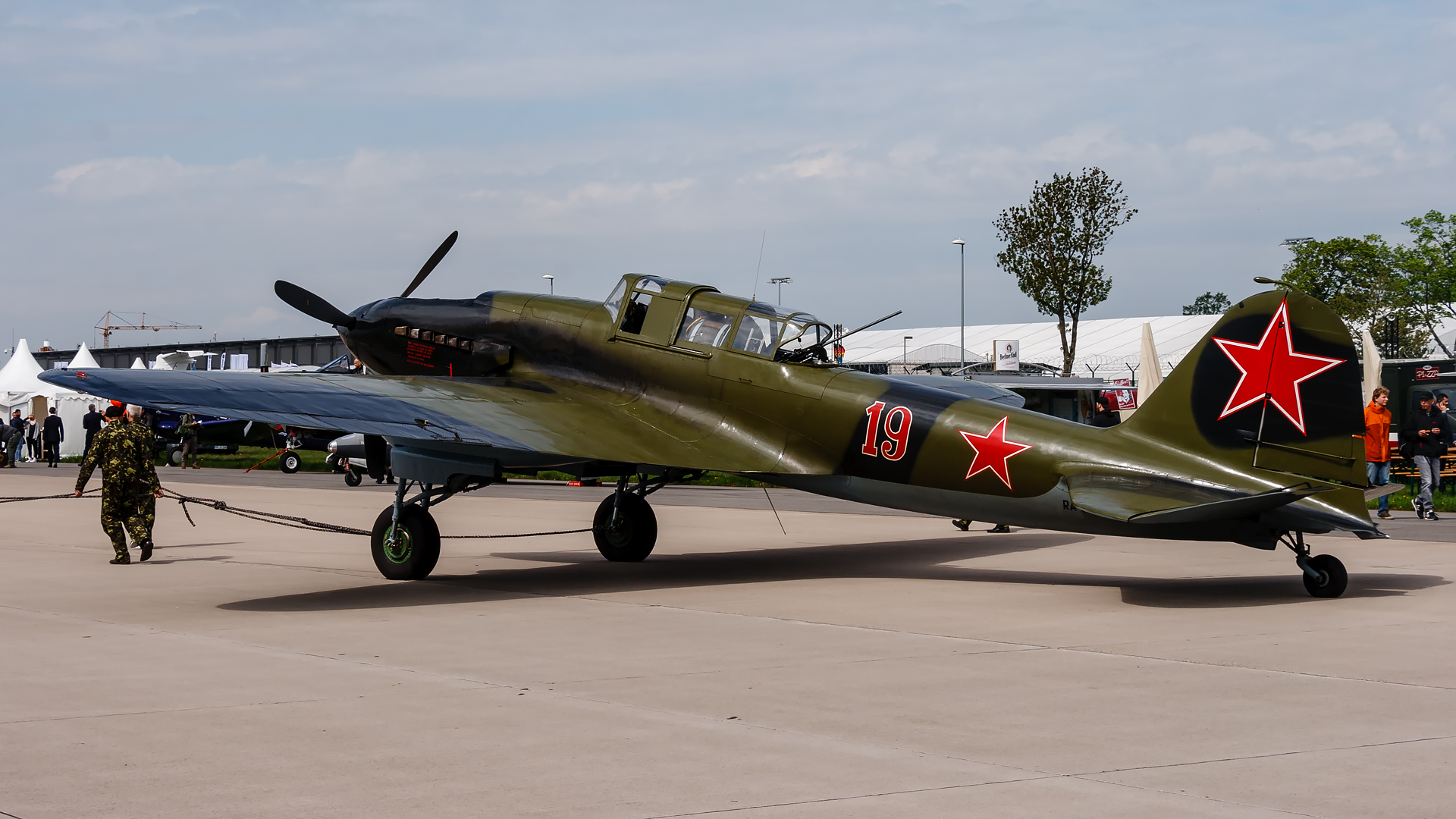
Конструкторы называли разработанный ими штурмовик Ил-2 «летающим танком», пилоты-истребители люфтваффе прозвали его «бетонным самолётом» (нем. Betonflugzeug), солдаты вермахта называли его «чумой» (нем. Schwarzer Tod, дословно: «чёрная смерть»).

## Наименование полка
В различные годы своего существования полк имел наименования:
- 37-й скоростной бомбардировочный авиационный полк;
- 37-й «А» скоростной бомбардировочный авиационный полк;
- 448-й бомбардировочный авиационный полк[1]
- 448-й штурмовой авиационный полк[2][3];
- 448-й штурмовой авиационный Нарвский полк (07.03.1942 г.)[3];
- 448-й штурмовой авиационный Нарвский Краснознамённый полк (04.05.1943 г.)[3];
- 448-й истребительный авиационный Нарвский Краснознамённый полк (01.04.1956 г.)[2].
- Войсковая часть (полевая почта) 42145[4].

## История и боевой путь полка
Полк сформирован как 37-й бомбардировочный авиационный полк в августе 1930 ода на аэродроме Кричевищи близ Ленинграда на базе 1-й бомбардировочной эскадрильи. На вооружении имел самолёты Р-5. В феврале 1934 года перебазировался на Дальний Восток на аэродромный узел Бочкарева. В 1938 году в период событий на озере Хасан находился на боевом дежурстве на полевых аэродромах. Самолёты полка принимали участие в поисках экипажа Гризодубовой с аэродромов Сковородино, Тыгда. В 1939 году полк перевооружен на бомбардировщики СБ.
С началом войны полк без материальной части перебазирован в Свердловск, на аэродроме Кольцово срочно собрав и облетав самолёты перелетел в Казань. 20 августа 1941 года на аэродроме в Арзамасе из состава полка выделен ещё один полк: 37-й «А» скоростной бомбардировочный авиационный полк. На вооружении имел бомбардировщики СБ. Позже получил наименование 448-й бомбардировочный авиационный полк.
С 20 августа 1941 года полк в составе 3-х эскадрилий на самолётах СБ воевал на Брянском фронте в составе 28-й смешанной авиадивизии в Смоленском сражении. За период с 20 августа по 1 октября полк выполнил 135 боевых вылетов на бомбардировку и штурмовку мотомеханизированных колонн противника по дорогам Стародуб, Новгород-Северский, Стародуб-Семеновка и скоплению войск противника на переправах через Десну. В боях сбито 2 самолёта противника, уничтожено 110 танков, 220 автомашин, до 2000 солдат и офицеров.
В феврале 1942 года полк был переформирован в штурмовой авиационный полк, сохранив номерное наименование — 448-й штурмовой авиационный полк. Будучи штурмовым, полк в боевых документах именовался 448-м бомбардировочным. Переформирование полк проходил в Приволжском военном округе. С мая 1942 года полк проходил боевое слаживание и подготовку в составе 3-й резервной авиабригады Резерва Ставки ВГК на базе ВВС Московского военного округа .
С 19 июня 1942 года полк участвует в боевых действиях на Волховском фронте в составе 1-й ударной авиагруппы Ставки ВГК. До 31 августа 1942 года полк выполнил 263 боевых вылетов на подавление и уничтожение живой силы и техники противника над полем боя и в районе Кириши. При этом уничтожено 13 батарей полевой, 58 зенитной и 23 малозенитной артиллерии, 19 минометных батарей, 57 зенитных и 78 пулеметных точек, 73 зенитно-пулеметных точек, 55 блиндажей с солдатами, 35 железнодорожных вагонов, 19 автомашин с грузом, 2 склада, до 1500 солдат и офицеров.
С 8 августа 1942 года полк в составе вновь сформированной 281-й штурмовой авиадивизии, с которой прошел до конца войны и участвовал во всех операциях дивизии. За отличие в боях при овладении штурмом городом и крепостью Нарва — важным укрепленным районом обороны немцев, прикрывающим пути в Эстонию приказом НКО на основании приказа ВГК № 149 от 26 июля 1944 года присвоено почётное наименование «Нарвский», а за образцовое выполнение заданий командования в боях немецкими захватчиками, за овладение островом Сарема (Эзель) и проявленные при этом доблесть и мужество Указом Президиума Верховного Совета СССР от 16 декабря 1944 года награждён орденом «Красного Знамени».
За годы войны полк выполнил более 3000 успешных боевых вылетов, уничтожил более 6450 солдат и офицеров, подавил более 1300 артиллерийских орудий, минометов и других огневых точек, разрушил более 400 дзотов и блиндажей, уничтожил более 690 автомашин, 23 танка, 246 железнодорожных вагонов и 8 паровозов, потопил 38 саперных лодок и барж, 9 переправ, более 115 складов с боеприпасами и горючим, 18 железнодорожных эшелонов, 95 самолётов противника на аэродромах и в воздушных боях.
В составе действующей армии полк находился с 23 июля по 20 августа (как 37-й скоростной бомбардировочный авиационный полк), с 20 августа по 17 сентября 1941 года (как 37-й «А» скоростной бомбардировочный авиационный полк), с 19 июня 1942 года по 9 мая 1945 года (как 448-й штурмовой авиационный полк).

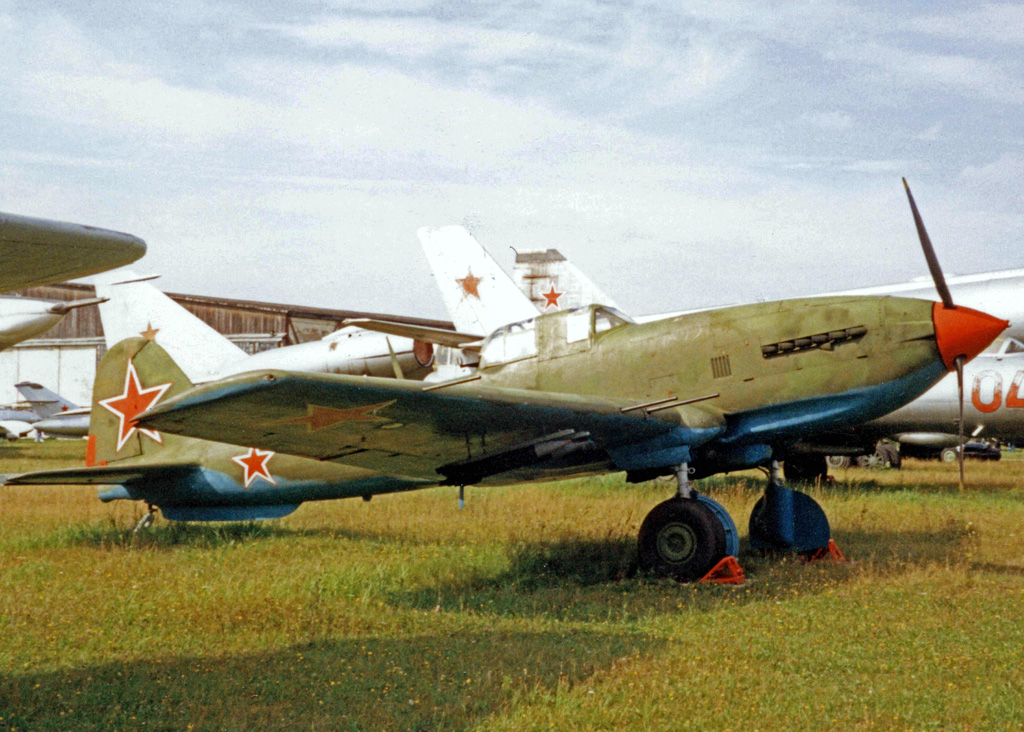
На вооружение полка самолёт Ил-10 начал поступать в 1946 году. На фото Ил-10М в Центральном музее ВВС РФ, Монино.

После войны полк входил в состав 281-й штурмовой авиадивизии 13-й воздушной армии Ленинградского военного округа, с августа 1945 года базировался на аэродроме Лембите (Тарту, Эстонская ССР). В соответствии с Постановлениями Совета Министров СССР от 27 апреля 1946 года и на основании приказа Министра Вооружённых сил от 10 июня 1946 года 281-я штурмовая авиационная Новгородская Краснознамённая дивизия передана в состав вновь образованных Воздушно-десантных войск и получила наименование 281-я транспортная авиационная Новгородская Краснознамённая дивизия. Все штурмовые полки дивизии были расформированы, а 448-й штурмовой авиационный полк был передан в состав 277-й штурмовой авиационной Красносельской Краснознамённой орденов Суворова и Кутузова дивизии и перебазирован на аэродром Раквере (Эстонская ССР). С 1946 года в полк стали поступать новые Ил-10.
С 1954 года полк базируется на аэродроме Прибылово (Ленинградская область). В апреле 1956 года полк начал получать реактивные МиГ-15 и переформирован в истребительный. В 1957 году полк расформирован.

## Командиры полка
- капитан, майор, подполковник Баешко Антон Антонович, 08.1942 — 1945

## В составе соединений и объединений
| Дата          | Фронт (округ)                        | Армия                                            | Дивизия                             | Примечания |
| ------------- | ------------------------------------ | ------------------------------------------------ | ----------------------------------- | ---------- |
| 20.08.1941 г. | Брянский фронт                       | ВВС Брянского фронта                             | 28-я смешанная авиационная дивизия  |            |
| 17.09.1941 г. | Резерв Верховного Главнокомандования |                                                  | 28-я смешанная авиационная дивизия  |            |
| 01.10.1941 г. | Приволжский военный округ            | ВВС Приволжского военного округа                 |                                     |            |
| 01.06.1942 г. | Резерв Верховного Главнокомандования | ВВС Московского военного округа                  | 3-я резервная авиационная бригада   |            |
| 19.06.1942 г. | Резерв Верховного Главнокомандования | Ударные авиационные группы СВГК Волховский фронт | 1-я ударная авиационная группа      |            |
| 08.08.1942 г. | Волховский фронт                     | 14-я воздушная армия                             | 281-я штурмовая авиационная дивизия |            |
| 15.02.1944 г. | Ленинградский фронт                  | 14-я воздушная армия                             | 281-я штурмовая авиационная дивизия |            |
| 26.02.1944 г. | Ленинградский фронт                  | 13-я воздушная армия                             | 281-я штурмовая авиационная дивизия |            |
| 24.04.1944 г. | 3-й Прибалтийский фронт              | 14-я воздушная армия                             | 281-я штурмовая авиационная дивизия |            |
| 01.06.1944 г. | Ленинградский фронт                  | 13-я воздушная армия                             | 281-я штурмовая авиационная дивизия |            |
| 09.05.1945 г. | Ленинградский фронт                  | 13-я воздушная армия                             | 281-я штурмовая авиационная дивизия |            |
| 24.07.1945 г. | Ленинградский военный округ          | 13-я воздушная армия                             | 281-я штурмовая авиационная дивизия |            |
| 27.04.1946 г. | Ленинградский военный округ          | 13-я воздушная армия                             | 277-я штурмовая авиационная дивизия |            |
| 20.02.1949 г. | Ленинградский военный округ          | 76-я воздушная армия                             | 277-я штурмовая авиационная дивизия |            |

## Участие в операциях и битвах

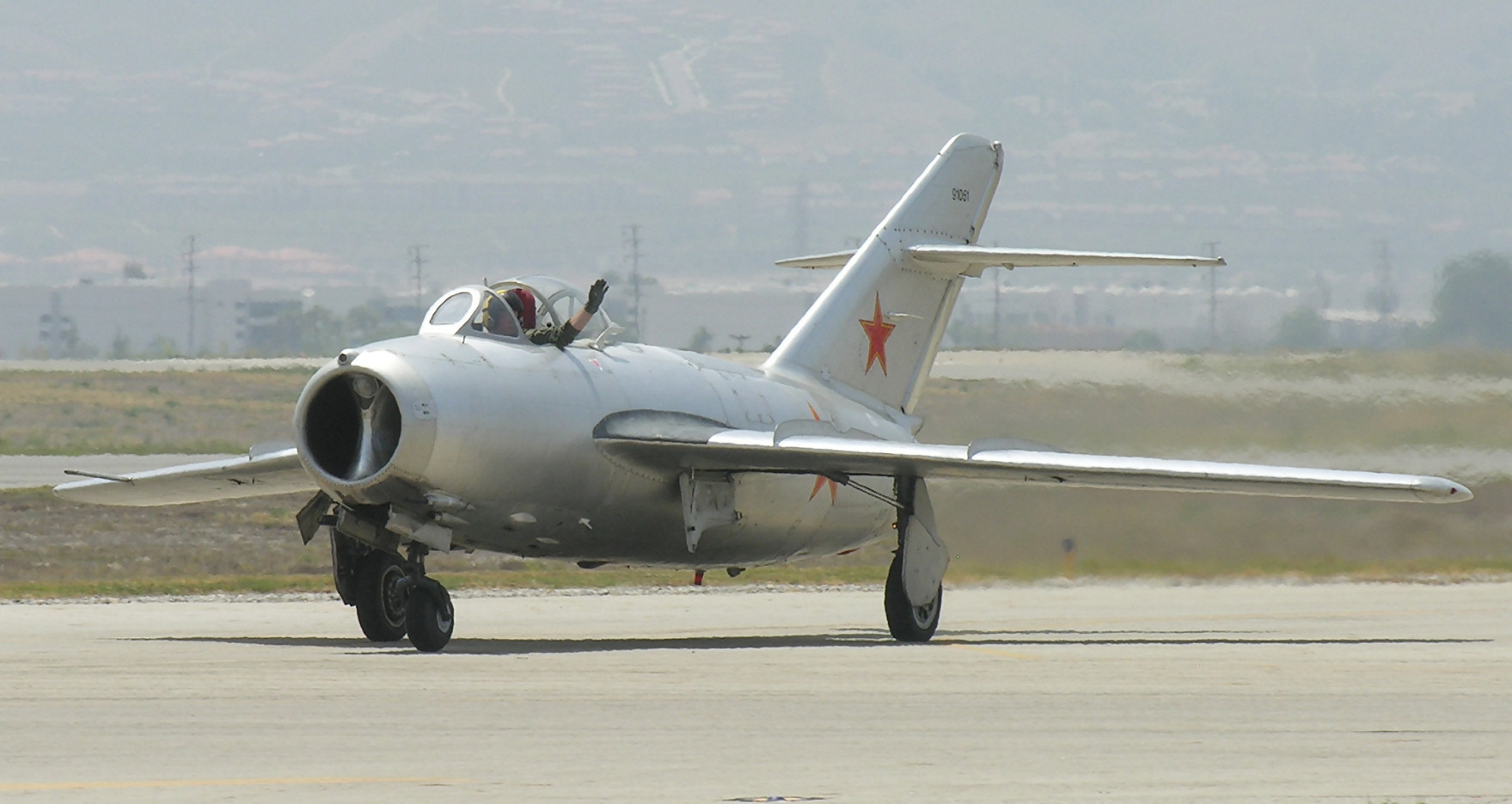
Истребитель МиГ-15 поступил на вооружение полка в середине 50-х годов XX века. Полк стал истребительным. На фото показан самолёт МиГ-15, принадлежащий частному лицу, Калифорния, 2007 год.

- Смоленское сражение (1941) — c 20 августа по 10 сентября 1941 года.
- Любанская наступательная операция — с 17 марта 1942 года по 30 апреля 1942 года.
- Битва за Ленинград:
  - Синявинская операция — с 19 августа 1942 года по 1 октября 1942 года.
  - Прорыв блокады Ленинграда — с 12 января 1943 года по 30 января 1943 года.
  - Мгинская наступательная операция — с 22 июля 1943 года по 22 августа 1943 года.
- Ленинградско-Новгородская стратегическая наступательная операция:
  - Новгородско-Лужская наступательная операция — с 14 января 1944 года по 15 февраля 1944 года.
  - Ленинградско-Новгородская операция — с 14 января 1944 года по 23 февраля 1944 года.
- Псковская наступательная операция — с 9 марта 1944 года по 15 апреля 1944 года.
- Выборгско-Петрозаводская операция:
  - Свирско-Петрозаводская операция — с 21 июня по 9 августа 1944 года.
- Нарвская операция — с 24 июля 1944 года по 30 июля 1944 года.
- Прибалтийская операция — с 14 сентября 1944 года по 24 ноября 1944 года.
  - Таллинская операция — с 17 сентября 1944 года по 26 сентября 1944 года.
  - Моонзундская операция — с 27 сентября 1944 года по 24 ноября 1944 года.

## Награды
448-й штурмовой авиационный Нарвский полк за образцовое выполнение заданий командования в боях немецкими захватчиками, за овладение островом Сарема (Эзель) и проявленные при этом доблесть и мужество Указом Президиума Верховного Совета СССР от 16 декабря 1944 года награждён орденом Красного Знамени.

## Почетные наименования
- 448-му штурмовому авиационному полку за отличие в боях при овладении штурмом городом и крепостью Нарва — важным укрепленным районом обороны немцев, прикрывающим пути в Эстонию приказом НКО на основании приказа ВГК № 149 от 26 июля 1944 года присвоено почётное наименование «Нарвский»[9].

## Благодарности Верховного Главнокомандующего
Воинам полка в составе 281-й штурмовой дивизии объявлены благодарности Верховного Главнокомандующего:
- За отличия в боях при прорыве обороны противника на Карельском перешейке севернее города Ленинград и овладение городом и крупной железнодорожной станцией Териоки, важным опорным пунктом обороны противника Яппиля и занятии свыше 80 других населенных пунктов[10].
- За прорыв линии Маннергейма, преодоление сопротивления противника на внешнем и внутреннем обводах Выборгского укрепленного района и овладение штурмом городом и крепостью Выборг[11].
- За отличие в боях при овладении штурмом городом и крепостью Нарва — важным укрепленным районом обороны немцев, прикрывающим пути в Эстонию[9].
- За отличие в боях при прорыве сильно укрепленной обороны противника севернее города Тарту, освобождении более 1500 населенных пунктов[12].
- За отличие в боях при овладении столицей Эстонской ССР городом Таллин (Ревель) — важной военно-морской базой и крупным портом на Балтийском море[13].
- За отличие в боях при овладении городом Пярну (Пернов) — важным портом в Рижском заливе[14].
- За отличие в боях при овладении островом Сааремаа (Эзель), превращенного немцами в опорный пункт, прикрывающий подступы к Рижскому заливу, и полном освобождении территории Советской Эстонии от немецких захватчиков[15].

## Отличившиеся воины
- Гудимов Иван Кириллович, старший лейтенант, заместитель командира эскадрильи 448-го штурмового авиационного полка 281-й штурмовой авиационной дивизии 13-й воздушной армии Указом Президиума Верховного Совета СССР от 23 февраля 1945 года удостоен звания Герой Советского Союза. Золотая Звезда № 5942.
- Зинченко Алексей Родионович, старший лейтенант, командир эскадрильи 448-го штурмового авиационного полка 281-й штурмовой авиационной дивизии 14-й воздушной армии Указом Президиума Верховного Совета СССР от 2 сентября 1943 года удостоен звания Герой Советского Союза. Золотая Звезда № 510.
- Никишин Михаил Дмитриевич, старший лейтенант, командир эскадрильи 448-го штурмового авиационного полка 281-й штурмовой авиационной дивизии 13-й воздушной армии Указом Президиума Верховного Совета СССР от 23 февраля 1945 года удостоен звания Герой Советского Союза. Золотая Звезда № 5329.
- Одноворченко Степан Савельевич, майор, командир эскадрильи 448-го штурмового авиационного полка 281-й штурмовой авиационной дивизии 13-й воздушной армии Указом Президиума Верховного Совета СССР от 23 февраля 1945 года удостоен звания Герой Советского Союза. Золотая Звезда № 5330.
- Гарбуз Александр Иванович, старший лейтенант, заместитель командира эскадрильи 448-го штурмового авиационного полка 281-й штурмовой авиационной дивизии за мужество и самоотверженность в боях с немецкими захватчиками Указом Президиума Верховного Совета СССР от 3 ноября 1942 года награждён орденом Ленина.

## Воины полка, совершившие огненный таран
Огненный таран совершили:
- 3 августа 1942 года командир звена 448-го штурмового авиационного полка лейтенант Гарбуз Александр Иванович. Один из немногих случаев, когда летчики остался жив. Удостоен высшей награды — Указаом Презилиума Верховного Совета СССР от 3 ноября 1942 года награждён орденом Ленина.

## Базирование полка
| Период               | Место базирования               |
| -------------------- | ------------------------------- |
| 08.1945 — 27.04.1946 | Лембите (Тарту), Эстонская ССР  |
| 27.04.1946 — 1954    | Раквере, Эстония                |
| 1954 — 1957          | Прибылово Ленинградская область |